# Pluto (Nontanun Anchuleepradit)
Pluto (พลูโต) è un singolo del cantante thailandese Nontanun Anchuleepradit (Kacha), estratto dall'album Kacha Another e pubblicato l'8 maggio 2018 sotto l'etichetta Music Cream, appartenente a GMM Grammy.

## Video musicale
Pubblicato contemporaneamente al lancio del singolo, il videoclip vede Kacha incontrare diverse volte di sfuggita una ragazza (Kamolned Ruengsri "Eye"); i due sembrano essere legati profondamente senza essersi nemmeno mai parlati. Entrambi, per sfuggire alla realtà delle loro vite, cominciano ad immaginarsi fidanzati l'uno con l'altra, felici.

## Tracce
1. Pluto – 5:21